# Aloe barberae
Aloe barberae là một loài thực vật có hoa trong họ Măng tây. Loài này được Dyer mô tả khoa học đầu tiên năm 1874.

## Hình ảnh

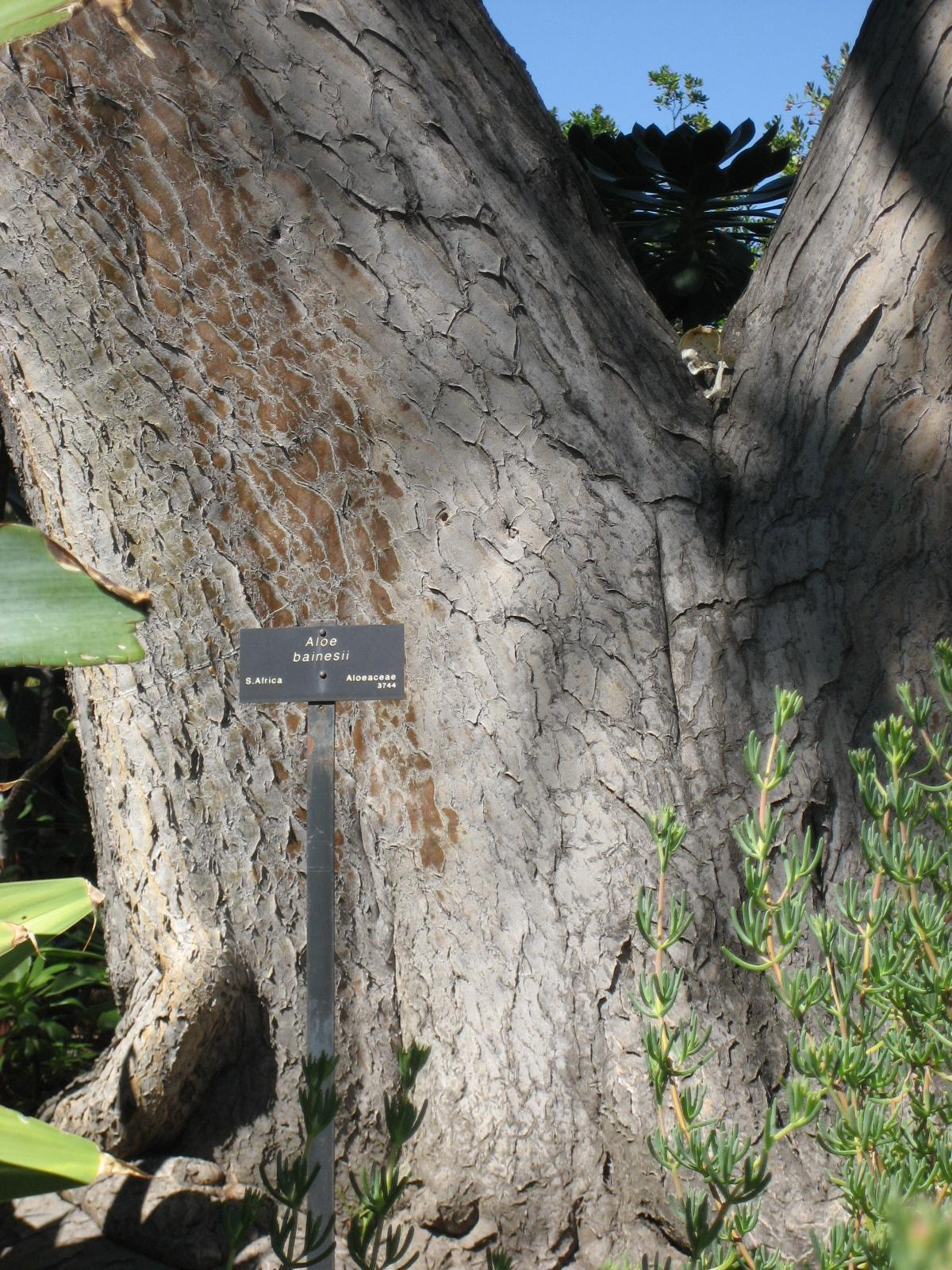
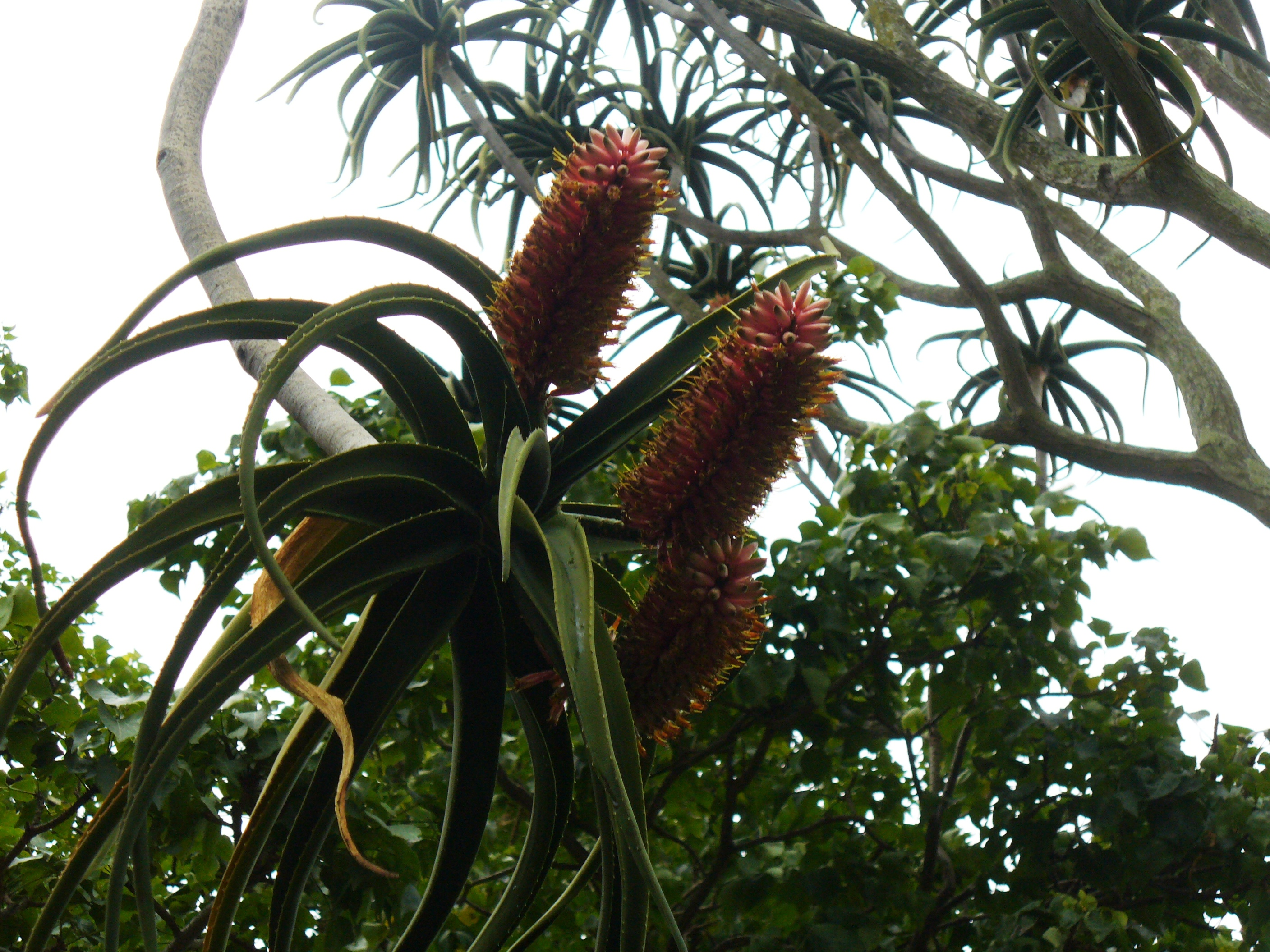
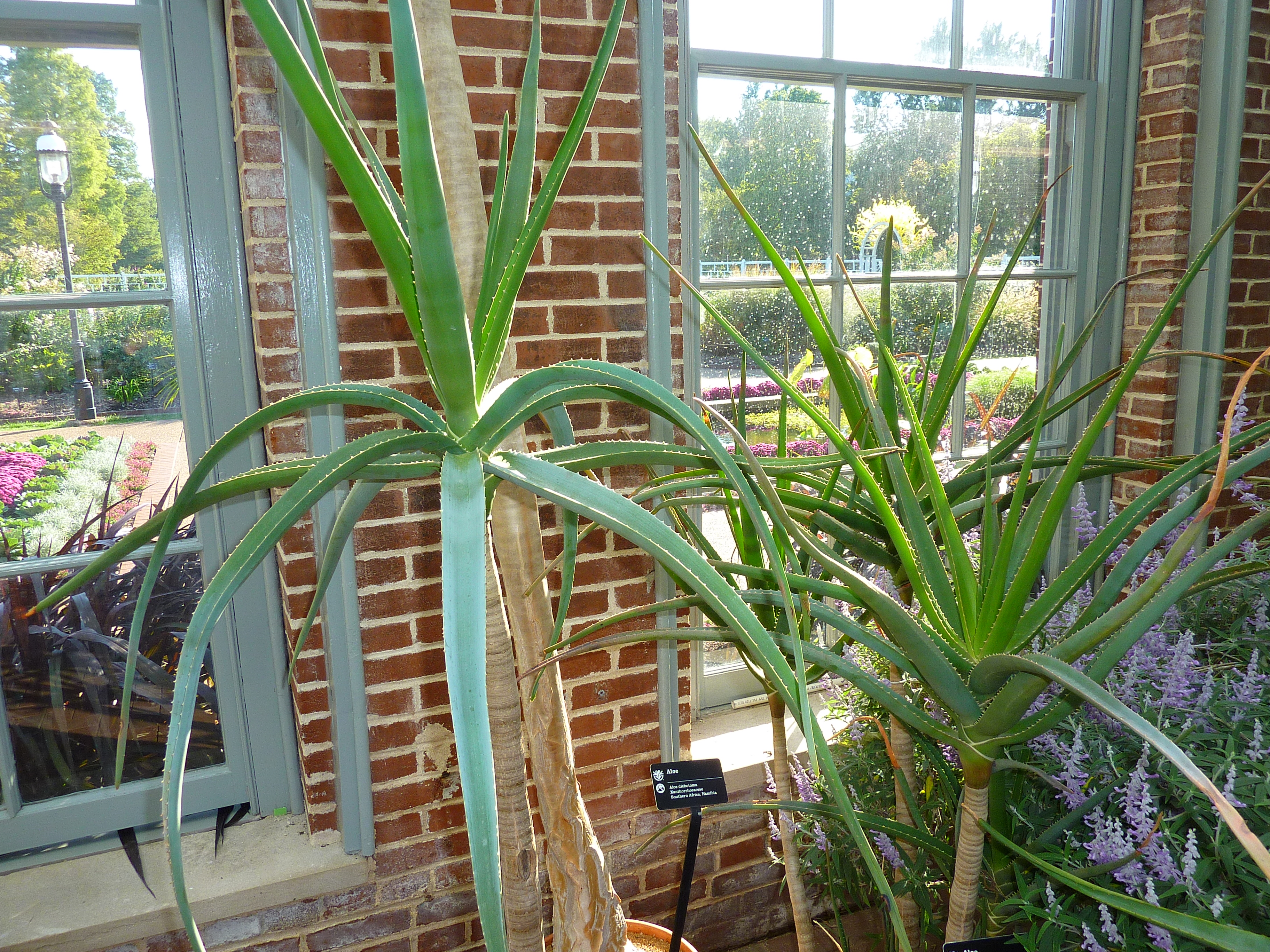
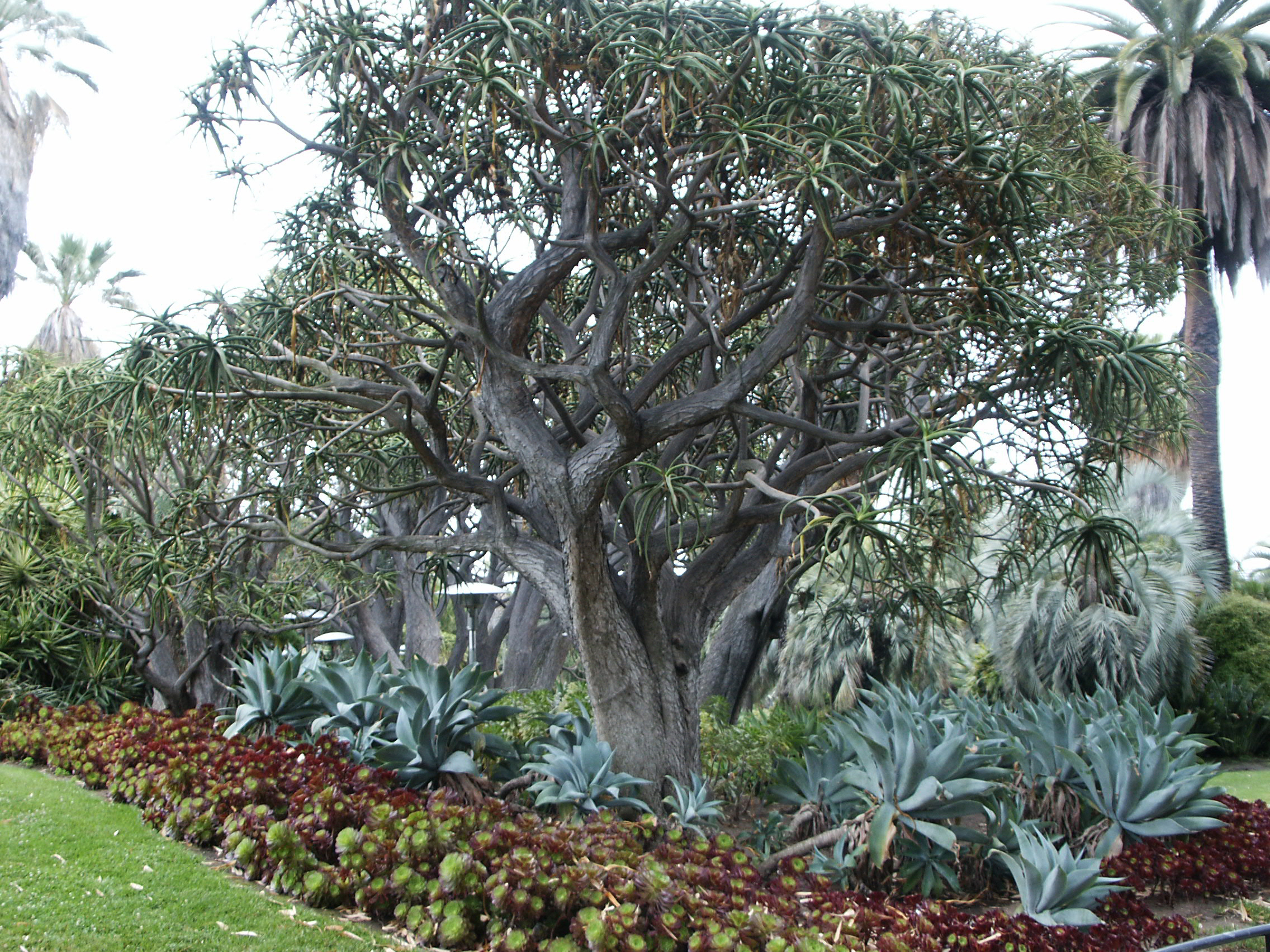